# 도미니크 라케
도미니크 라케(독일어: Dominic Raacke, 1958년 12월 11일~)는 독일의 배우, 각본가이다.

## 출연 작품

### 영화
- 패션, 위험한 열정 (2012년) - J.J 코흐 역
- 날고 싶은 돌 (2009년)
- 죽음의 터널 (2005년)
- 유로트립 (2004년)
- 돈 룩 비하인드 유 (1999년)
- 데스라인 (1996년)
- 제1연옥 (1991년)
- 숲속의 24시 (1985년)
- 홀로코스트 3 (1981년)